# Adoptie (film)
Adoptie (Hongaars: Örökbefogadás) is een Hongaarse dramafilm uit 1975 onder regie van Márta Mészáros. Ze won met deze film de Gouden Beer op het Filmfestival van Berlijn.

## Verhaal
Een eenzame weduwe van middelbare leeftijd heeft de behoefte om haar leven met iemand te delen, hoewel ze een jarenlange relatie met een gehuwde man achter de rug heeft. Ze besluit een kind te adopteren.

## Rolverdeling
| Acteur         | Personage |
| -------------- | --------- |
| Katalin Berek  | Kata      |
| Gyöngyvér Vigh | Anna      |
| Péter Fried    | Sanyi     |
| László Szabó   | Jóska     |